# Rosario de Volontat
 (octobre 2014).
Rosario Hyacinthe Dominique Thomas de Volontat, né le 6 juin 1856 à Caunes-Minervois et décédé le 9 mai 1939 à Saint-Couat-d'Aude à l'âge de 82 ans, est un ingénieur français.
Il termine sa carrière en tant qu'inspecteur-général des Ponts et Chaussées et vice-président honoraire du Conseil général des ponts et chaussées et du Conseil supérieur des travaux publics. Il est également lieutenant-colonel de réserve dans le corps du génie.

## Biographie
Rosario de Volontat est né dans une famille d'ancienne bourgeoisie originaire du Languedoc. Elle est issue de Béranger Volontat, consul de Nîmes, (1514-1516). Il est le fils de Gabriel de Volontat (né vers 1827), instituteur, puis ingénieur des ponts et chaussées et de Rose Élisabeth Galinier (née vers 1836). Il se marie le 17 novembre 1884 avec Marie Lignières (1862-1940), qui lui donnera quatre enfants.
Diplômé de l'École polytechnique en 1876, il intègre ensuite l'École des ponts et chaussées d'où il sort major de sa promotion. 
Successivement ingénieur des ponts et chaussées à Paris, comme adjoint à l'Inspection générale, secrétaire du Conseil général des ponts et chaussées ; puis à Bordeaux en 1880 où il a été chargé, d'abord pendant un an, de l'arrondissement du Service maritime de la Gironde comprenant la Garonne en amont de Bordeaux et du Bassin d'Arcachon; de l'arrondissement du Service de la Garonne et du contrôle du canal latéral compris dans le département de la Gironde ; d'un arrondissement du service des études et travaux du canal de jonction de l'Adour à la Garonne et d'un arrondissement du service des études et travaux relatifs au régime générale de la Garonne ; ensuite, à partir de 1881, de l'arrondissement du Service maritime comprenant le port de Bordeaux, le bassin à flot et une partie des travaux d'amélioration de la Garonne maritime et de la Gironde ; de deux arrondissement du contrôle des chemins de fer du Midi de la France de l'État.
Professeur d'architecture et de travaux publics à l’École supérieure du commerce et de l'industrie de Bordeaux, de 1881 à 1884 ; secrétaire-général adjoint de la Société d'hygiène de Bordeaux depuis 1883 ; capitaine de réserve et de territorial dans le corps du génie depuis 1882.
Il prend part à la construction du Viaduc du Viaur comme ingénieur en chef sous la direction de l’inspecteur général des ponts et chaussées Paul Bodin, de la Société de construction des Batignolles (aujourd’hui Spie Batignolles).
Il poursuit sa carrière notamment comme directeur du contrôle de la Compagnie des chemins de fer de l'Est et la termine en tant qu'inspecteur-général des Ponts et Chaussées et vice-président honoraire du Conseil général des Ponts et Chaussées et du Conseil supérieur des Travaux publics.
Il meurt le 9 mai 1939 à l'âge de 82 ans à Saint-Couat-d'Aude.

## Postes et fonctions
- Élève à l'École polytechnique, le 1er novembre 1874
- Élève à l'École des ponts et chaussées, le 1er novembre 1876
- Ingénieur ordinaire de 3e classe, le 1er juillet 1979
- Ingénieur ordinaire de 2e classe, le 1er février 1882
- Capitaine de réserve dans le corps du génie, à partir de 1882
- Professeur d'architecture et de travaux publics à l'École supérieure du commerce et de l'industrie de Bordeaux, de 1881 à 1884
- Secrétaire général adjoint de la Société d'hygiène de Bordeaux, à partir de 1883
- Ingénieur ordinaire de 1re classe, le 1er juillet 1885
- Ingénieur en chef de 2e classe, le 1er novembre 1894
- Ingénieur en Chef du Canal du Midi, de 1899 à 1906
- Ingénieur en chef de 1re Classe, le 1er juillet 1901
- Directeur du contrôle des Chemins de fer de l'Est, le 1er avril 1906
- Lieutenant-colonel de réserve dans le corps du génie
- Inspecteur général de 2e Classe, le 1er février 1911
- Inspecteur général de 1re Classe, le 1er janvier 1916
- Vice-président honoraire du Conseil général des Ponts et Chaussées et du Conseil supérieur des travaux publics

## Distinctions
- Grand officier de la Légion d'honneur (8 juillet 1926)[2]
- Officier de l'ordre du Mérite agricole
- Officier de l'Ordre du Nichan Iftikhar

## Ouvrages
- Travaux maritimes. Service médical et secours. Instruction spéciale sur les premiers soins à donner avant l'arrivée du médecin aux ouvriers malades ou blessés sur les chantiers. Signé R. de Volontat, 15 janvier 1884.
- Notice sur le port de Bordeaux par R. de Volontat et H. Huguenin - de Rosario de Volontat et Hippolyte Huguenin (1886).
- Notes sur la construction du Viaduc du Viaur, par M. de Volontat - 1898

## Sources
- « Dossier de la Légion d'Honneur de Rosario de Volontat », sur la Base Léonore des Archives nationales.
- Notices d'autorité :   - VIAF
  - BnF (données)
  - IdRef
- Ressource relative à la vie publique :   - base Léonore